# Pseudogyrtona marmorea
Pseudogyrtona marmorea är en fjärilsart som beskrevs av Alfred Ernest Wileman och South 1916. Pseudogyrtona marmorea ingår i släktet Pseudogyrtona och familjen nattflyn. Inga underarter finns listade.